# Gustavo (historieta de Max)
Gustavo es un personaje de historietas creado por Max en 1977 que, a raíz de su serie en El Víbora en 1979, fue el segundo de más éxito de la línea chunga; el primero era el homónimo de la serie Makoki, de Gallardo y Mediavilla.

## Trayectoria editorial
La primera aparición de Gustavo tuvo lugar en Muérdago, fanzine que publicaron Max y Pere Joan en 1977.
Dos años más tarde, Max retomó al personaje para la revista El Víbora, donde publicó las historietas Gustavo contra la acctividad del radio (núm. 1 a 11, 1979-1980) y El Comecocometrón.
En el 2010, Ediciones La Cúpula publicó un integral sobre el personaje (Las aventuras de Gustavo. ISBN 9788478339013)

## Estilo
Durante el desarrollo de Gustavo, el rabajo de Max fue variando desde la influencia de Crumb a la de Hergé y a la de Opisso.